# Acquanegra Cremonese
Acquanegra Cremonese est une commune italienne de la province de Crémone dans la région Lombardie en Italie.

## Administration
| Période                                  | Période   | Identité               | Étiquette     | Qualité |
| ---------------------------------------- | --------- | ---------------------- | ------------- | ------- |
| 27 mai 2019                              | au bureau | Oreste Daniele Bricchi | Liste civique | Maire   |
| Les données manquantes sont à compléter. |           |                        |               |         |

### Communes limitrophes
Crotta d'Adda, Grumello Cremonese ed Uniti, Sesto ed Uniti, Spinadesco